# Кучеу
Кучеу (рум. Cuceu) — село у повіті Селаж в Румунії. Адміністративно підпорядковане місту Жибоу.
Село розташоване на відстані 386 км на північний захід від Бухареста, 14 км на північний схід від Залеу, 62 км на північний захід від Клуж-Напоки.

## Населення
За даними перепису населення 2002 року у селі проживали 506 осіб, усі — румуни. Усі жителі села рідною мовою назвали румунську.